# Gramatika litavskog jezika
Gramatika litavskog jezika obuhvaća morfologiju i sintaksu litavskoga jezika koji zadržava mnoge arhaične značajke iz baltoslavenskog prajezika koje su izgubljene u drugim baltoslavenskim jezicima.
Slično mnogim starijim indoeuropskim jezicima litavski upotrebljava puno fleksije, poput latinskoga, starogrčkoga ili sanskrta.
U nekim je narječjima očuvan dual, to jest dvojina, ali standardni litavski ima samo jedninu i množinu. Osim toga, imenice poznaju padeže i dva roda (muški i ženski).
Kao i u hrvatskome, pridjevi razlikuju određene i neodređene oblike.
Glagoli razlikuju mnoge oblike: četiri vremena, tri načina i puno participa.